# Ordre libanais maronite
L’Ordre libanais maronite (O.L.M. — en arabe الرهبانيّة اللبنانيّة المارونيّة), est un ordre monastique catholique oriental. Il appartient à l’Église maronite.

## Histoire de l'Ordre

### Évolution du nom
De 1695 jusqu'en 1706, l’Ordre libanais maronite s'appelait « Ordre alépin », due à l'origine de ses fondateurs (les habitants de la ville d'Alep sont les alépins).
En 1706, sous la direction d'Abdallah Karali, l'ordre alépin change de nom et devient « Ordre libanais maronite » en référence au Mont-Liban où l'ordre a été établi pour la première fois. Il est à ce jour l’un des seuls ordres monastiques à porter un nom en lien à une référence géographique.
Depuis 1770, et à la suite de la scission qui se produisit au sein de l'ordre, l'ordre libanais maronite est parfois appelé « ordre Baladite » (de cette scission est né l' « ordre Antonin Alépin des Maronites », qui sera par la suite renommé « ordre Maronite Mariamite de la Bienheureuse Vierge Marie »).

### Origines et développement
L'Ordre libanais maronite est issu de l’Église antiochienne syriaque maronite. Il a été fondé le 10 novembre 1695 par trois maronites de la ville d'Alep (Syrie) : Gebrayel Hawwa, Abdallah Karaali, Youssef Al Bitin.
Jusqu'à cette époque les monastères maronites sont indépendants les uns des autres. Gebrayel Hawwa, Abdallah Qaraali, Youssef Al Bitin souhaitent réunir tous ces monastères indépendants en une seule congrégation. À cette fin ils rencontrent le patriarche de l'Église maronite, Étienne Douaihy, pour lui exposer leur projet. Celui-ci l''approuve. Le 10 novembre 1695 il leur remet l'habit monastique et leur permet de s'installer au monastère de Mart Moura dans la ville d'Ehden (Liban) (depuis lors, la date du 10 novembre est celle de la commémoration de la fondation de l'Ordre libanais maronite).
Arrivés au monastère de Mart Moura, ils se choisissent Gebrayel Hawwa comme supérieur et se mettent à rédiger la règle de l'Ordre libanais maronite. Ils y sont rejoints par Gebrayel Farhat (considéré comme le quatrième fondateur de l'ordre)
En 1698 la rédaction de la règle de l'ordre est finie d'être rédigée. Le 18 juin 1700 le patriarche Étienne Douaihy approuve cette nouvelle règle.
En 1705 ils ajoutent et prononcent le voeux d’humilité (en plus des trois vœux habituels : obéissance, de chasteté et de pauvreté, prononcés précédemment) à l'ordre.
En 1706, Abdallah Karaali (nommé supérieur en 1699), change le nom de l'ordre : l'ordre alépin devient l'ordre libanais maronite.
En 1720 Abdallah Karaali publie un livre contenant l’explication de la règle.
Le 31 mars 1732 le pape Clément XII approuve la règle de l'ordre. Cette règle monastique devient alors un modèle pour la législation maronite et pour l’établissement d’autres ordres monastiques pour les Chrétiens d’Orient.
Le 19 juillet 1770, l'ordre libanais maronite se divise en deux. Il y a depuis cette date l'ordre libanais maronite à vocation contemplative et l'ordre Maronite Mariamite de la Bienheureuse Vierge Marie à vocation missionnaire,.

### DuXVIIIeauXXesiècle
Tout au long de son histoire l'ordre a créé de nombreux couvents et monastères : liste des couvents et monastères au Liban.
Jusqu'en 1737 les créations ont lieu au sein des montagnes libanaises. À compter de 1737 l'ordre commence à s’étendre au-delà des montagnes libanaises (Chypre, Acre, Rome, Sidon, Tripoli etc).
À partir de 1742 deux courants commencent à émerger au sein de l'ordre. Un courant souhaitant privilégier une vie monastique contemplative et un courant souhaitant privilégier une vie monastique missionnaire. Cette situation conduira, avec l’approbation du pape Clément XIV, à une séparation définitive de l'ordre en deux : l'ordre libanais maronite à vocation contemplative (dit les Baladites) et l’ordre Antonin Alépin des Maronites (dit les Mariamites, et qui sera plus tard renommé ordre Maronite Mariamite de la Bienheureuse Vierge Marie).
Au XIXe siècle, l'Ordre libanais maronite s'occupait en particulier de la formation de ses membres, de l'éducation et du progrès. Mais ceci ne diminuait pas son engagement spirituel et ascétique. En fait, plusieurs de ses membres furent d'éminentes personnalités religieuses, comme Charbel Makhlouf, sainte Rafqa, Nimatullah Kassab Al-Hardini ou Estéfan Nehmé.
Au XXe siècle, les deux guerres mondiales ont lourdement affecté le Liban. Les religieux font le choix de renforcer leur action au service des plus nécessiteux. L’Ordre hypothèque ses biens pour pouvoir venir en aide au plus grand nombre possible. À cause de l’accroissement de l’émigration libanaise, l'ordre fonde des missions au Sénégal, en Argentine, au Brésil, en Côte d'Ivoire, au Mali, au Mexique, en Australie, au Canada, en Angleterre, en France, au Venezuela et récemment, en Belgique et renforce sa présence à Chypre, à Jaffa, à Bethléem et à Jérusalem. En 1950, l'ordre fonde l'université Saint-Esprit de Kaslik pour soutenir le secteur universitaire et culturel, ainsi que le Centre hospitalier universitaire Notre-Dame-des-Secours (en) et le Centre hospitalier Beit Chabab. L'ordre a également été actif dans la reconstruction de logements.
Actuellement l'ordre compte 450 membres répartis dans 80 couvents et institutions au Liban et à l’étranger[réf. nécessaire].

### Supérieurs généraux de l’ordre libanais maronite
Liste des supérieurs généraux successifs de l'ordre libanais maronite :
L'actuel supérieur général de l'ordre est Neematallah El Hachem.
| Périodes    | Noms                |  | Périodes    | Noms                        |  | Périodes    | Noms                  |
| ----------- | ------------------- |  | ----------- | --------------------------- |  | ----------- | --------------------- |
| 1695 – 1699 | Gebrayel Hawwa      |  | 1802 – 1805 | Emmanuel Gemayel            |  | 1913 – 1929 | Ignace Dagher         |
| 1699 – 1716 | Abdallah Karaali    |  | 1805 – 1808 | Simon Al-Khazen             |  | 1929 – 1938 | Martin Torbey         |
| 1716 – 1723 | Gabriel Farhat      |  | 1808 – 1810 | Emmanuel Gemayel            |  | 1938 – 1944 | Basile Ghanem         |
| 1723 – 1735 | Michel Iskandar     |  | 1811 – 1832 | Ignace Bleybel              |  | 1944 – 1950 | Jean Andari           |
| 1741 – 1742 | Thomas al-Labboudi  |  | 1832 – 1835 | Benedict Hlayhel            |  | 1950 – 1956 | Moses Azar            |
| 1742 – 1744 | Arsène Abdul-Ahad   |  | 1835 – 1838 | Emmanuel Salameh            |  | 1956 – 1962 | Ignatius Abi Sleyman  |
| 1744 – 1748 | Joachim Al-Haqelani |  | 1838 – 1841 | Emmanuel Ashqar             |  | 1962 – 1968 | Joseph Torbey         |
| 1748 – 1753 | Maroun Qiryaqos     |  | 1841 – 1845 | Emmanuel Salameh            |  | 1968 – 1974 | Peter Azzi            |
| 1753 – 1757 | Georges Qashua      |  | 1845 – 1847 | Saba Kraydi                 |  | 1974 – 1980 | Sharbel Qassis        |
| 1757 – 1766 | Clément Al Mazraani |  | 1847 – 1850 | Emmanuel Ashqar             |  | 1980 – 1986 | Paul Naaman           |
| 1766 – 1769 | Emmanuel Ibrahimi   |  | 1850 – 1853 | Laurent Yammine Ash-Shababi |  | 1986 – 1992 | Basil Hashem,         |
| 1769 – 1772 | Marc Haddad         |  | 1853 – 1856 | Emmanuel Salameh            |  | 1992 – 1993 | Emmanuel Khouri       |
| 1772 – 1775 | Emmanuel Ibrahimi   |  | 1856 – 1862 | Laurent Yammine Ash-Shababi |  | 1993 – 1998 | John Tabet            |
| 1775 – 1778 | Marc Haddad,        |  | 1862 – 1875 | Ephrem Geagea               |  | 1998 – 2004 | Athanase Jalkh        |
| 1778 – 1781 | Emmanuel Ibrahimi   |  | 1875 – 1889 | Martin Saba                 |  | 2004 – 2010 | Elie Khalifé Hachem   |
| 1781 – 1784 | Marc Haddad         |  | 1891 – 1895 | Benoît Salameh              |  | 2010 – 2016 | Tannous Nehme         |
| 1784 – 1787 | Sharbel Midlij      |  | 1895 – 1899 | Martin Shemali,             |  | 2016 –      | Neematallah El Hachem |
| 1787 – 1790 | Marc Haddad         |  | 1899 – 1901 | Joseph Maatouk              |  |             |                       |
| 1790 – 1793 | Emmanuel Gemayel    |  | 1901 – 1902 | Antoine Hanna               |  |             |                       |
| 1793 – 1796 | Marc Haddad         |  | 1902 – 1904 | Nemtallah Qaddoum           |  |             |                       |
| 1796 – 1799 | Emmanuel Gemayel    |  | 1904 – 1910 | Joseph Raffoul              |  |             |                       |
| 1799 – 1802 | Simon Al-Khazen     |  | 1910 – 1913 | Gennade Sarkis              |  |             |                       |

## Extrait des Constitutions de l’Ordre
« L'Ordre Libanais Maronite est l'une des voies de la vie monastique authentique. Guidé par la tradition monastique, il s'inspire de l’esprit de l'Église maronite syriaque d'Antioche (…) Notre Ordre s’appuie sur la vie communautaire, la vie de prière, de silence, de quiétude et de pratiques ascétiques. Il s’engage également dans des activités apostoliques, en prenant le couvent comme point de référence, conformément à son histoire et aux besoins de l'Église » (Art. 1.3).